# 청주 FC
청주 FC(Cheongju Football Club)는 대한민국 충청북도 청주시에 있었던 축구 선수단이다. 청주에프씨가 운영했던 남자 세미프로 축구단이며, 2002년에 창단되었고 2022년에 해단되었다. 홈 경기장은 청주종합경기장이다. 충청북도의 첫 번째 K3리그 어드밴스 팀으로서 2009년부터 2022년까지 K3리그 어드밴스와 K3리그에 참가했다.
한편 2014 시즌을 앞두고 구단 공식명칭을 청주 직지 FC에서 충북 청주 FC로 변경하였다. 2015년 다시 충북 청주에서 충북을 빼고 청주 FC로 구단명칭을 변경하였다.
2018년부터 같은 연고를 가진 K3리그구단인 청주 시티 FC와의 통합이 추진되었고 2018년 12월 5일 통합 축구단명이 청주 FC로 확정되었다. 2023년에 충북 청주 FC가 창단되면서 해단되었다.

## 역사

### 창단 이전
모태인 청주 솔베이지 축구단이 2002년 창단되었고 2007년 K3리그가 출범하자 청주에서도 K3리그 참가에 대한 논의가 시작되었다. 2007년 2월 청주 솔베이지 축구단이 K3리그 가입에 대해 문의하였으나 청주시의 내셔널리그 축구단 창단 준비 문제로 무산되었다. 그 해 12월 다시 대한축구협회에 창단 서류까지 접수했으나 다시 무산되었다.
이듬해 2월 다시 한번 창단에 대한 재논의가 시작됐고, 여러 대회에 참가하여 성과를 올린 후 검토하는 방안을 세웠다. 솔베이지 축구단으로서 세 번째 출전한 FA컵은 3라운드에서 호남대에게 승부차기로 석패했고, 전남 광양에서 열린 전국체전에서는 충북 대표로 출전해 내셔널리그 팀인 부산교통공사와 겨루어 0-2로 패배하였다. 그렇게 2008년 한 해 동안 성과를 올린 솔베이지 축구단은 2009년 대한축구협회로부터 K3리그(현 챌린저스리그) 가입을 최종 승인받음에 따라 2월 청주 직지 FC 라는 이름으로 재창단되었고, 공개 모집을 통해 30여 명의 선수를 확보하였다.

### 창단 이후

충북 청주의 홈 경기장인 청주종합운동장

2009년 3월 21일, 7천여명의 홈 관중 앞에서 치러진 전주 온고을과의 첫 경기는 2-2 무승부로 끝났다. 이후 2차전 전주 EM과의 원정 경기에서는 0대 2로 패배하였으나, 이후 네 치러진 경기에서 4연승을 달리며 선두권으로 올라갔다. 계속해서 승리를 거듭해나가던 청주는 10승 2무 3패라는 성적을 기록하며 전반기를 1위로 장식했다. 하지만 후반기에선 주포 이기동의 득점포가 살아나지 못하면서 전반기만큼의 활약을 보여주지 못하였고, 결국 17개 팀 중 8위로 리그를 마감하였다. 이기동은 시즌이 끝난 후 K리그의 포항 스틸러스에 입단했다.
이기동이 떠난 2010 시즌, 초중반에는 A조 6위에 계속 머물렀지만 후반기에 살아나면서 최종 라운드에서는 A조 3위에 올랐다. 이로써 2011년 FA컵 진출권을 따냈고, 시즌이 끝난 후 열린 시상식에서 올해의 페어플레이상을 수여받았다. 또한 홈 경기 관중 수도 18개 구단 중 가장 많은 동원력을 보였다.
2012 시즌에는 B조 2위에 올라 4강 플레이오프 진출에 성공하였다. 그러나 4강에서 파주 시민축구단에게 승부차기로 패배하여 우승 도전에는 실패하게 되었다.
2016년 9월 27일 청주 CITY FC와 통합되기로 결정되었다.
2019시즌을 앞두고 주식회사 청주직지축구클럽이 운영하는 '청주 FC'와 청주에프씨 사회적협동조합이 운영하는 청주 시티 FC가 통합하여, 청주에프씨 사회적협동조합이 통합된 청주 FC를 운영하게 되었다.

## 우승 기록

### 국내 대회

#### 리그
- K3리그 어드밴스

● 4위 (1): 2012

#### 컵
- 전국체육대회

● 은메달 (1): 2013

## 기록과 통계

### 역대 시즌 통계
| 2007 | 미참가 | 미참가    | 미참가 | 미참가 | 미참가 | 미참가 | 미참가 | 미참가 | 미참가 | 미참가 | 미참가 | 미참가          | 미참가  | -         |
| 2008 | 미참가 | 미참가    | 미참가 | 미참가 | 미참가 | 미참가 | 미참가 | 미참가 | 미참가 | 미참가 | 미참가 | 미참가          | 예선 3R | 충북 대표 |
| 2009 | 3부    | 정규 8위  | 32     | 51     | 15     | 6      | 11     | 61     | 47     | +14    | 미개최 | 미개최          | 예선 2R | 충북 대표 |
| 2010 | 3부    | A조 3위   | 25     | 46     | 13     | 7      | 5      | 47     | 24     | +23    | -      | -               | -       | 충북 대표 |
| 2011 | 3부    | B조 4위   | 22     | 40     | 11     | 7      | 4      | 43     | 25     | +18    | -      | -               | 예선 1R | 8강       |
| 2012 | 3부    | B조 2위   | 25     | 49     | 14     | 7      | 4      | 72     | 30     | +42    | 4위    | 4강 플레이오프  | 32강    | 충북 대표 |
| 2013 | 4부    | A조 3위   | 25     | 46     | 13     | 7      | 5      | 52     | 31     | +21    | 6위    | 6강 플레이오프  | 예선 2R | 준우승    |
| 2014 | 4부    | A조 4위   | 25     | 42     | 12     | 6      | 7      | 60     | 38     | +22    | -      | -               | 예선 1R | 충북 대표 |
| 2015 | 4부    | B조 6위   | 25     | 34     | 10     | 4      | 11     | 52     | 51     | +1     | -      | -               | 예선 3R | 충북 대표 |
| 2016 | 4부    | 정규 15위 | 19     | 17     | 5      | 2      | 12     | 20     | 33     | -13    | 12위   | 승격 플레이오프 | 예선 2R | -         |
| 2017 | 4부    | 정규 7위  | 22     | 35     | 7      | 9      | 6      | 18     | 19     | -1     | -      | -               | 예선 3R | 8강       |

#### 역대 포스트시즌 기록
| 연도 | 팀수 | 진출자격  | 최종순위    | 경기결과                                                                              |
| ---- | ---- | --------- | ----------- | ------------------------------------------------------------------------------------- |
| 2012 | 4팀  | B조 2위   | 4위         | 4강 플레이오프 對파주 시민축구단 1–1 (승부차기 4–5) 패                                |
| 2013 | 6팀  | A조 3위   | 6위         | 6강 플레이오프 對파주 시민축구단 1–3 패                                               |
| 2016 | 4팀  | 정규 15위 | 12위 (잔류) | 승격 플레이오프 1차전 對시흥 시민축구단 2–1 승 승격 플레이오프 2차전 對평창 FC 3–1 승 |

#### 역대FA컵기록
| 연도 | 구분 | 최종성적  | 승 | 무 | 패 | 득 | 실 | 차 | 비고 |
| ---- | ---- | --------- | -- | -- | -- | -- | -- | -- | --- |
| 2008 | 예선 | 3라운드   | 1  | 1  | 0  | 5  | 4  | +1 | 예선 3라운드 對호남대학교 3–3 (승부차기 1–3) 패                                                                  |
| 2009 | 예선 | 2라운드   | 0  | 2  | 0  | 2  | 2  | 0  | 예선 1라운드 對삼척 신우전자 축구단 2–2 (승부차기 7–6) 승 예선 2라운드 對고려대학교 축구부 1–1 (승부차기 4–5) 패 |
| 2011 | 예선 | 1라운드   | 0  | 0  | 1  | 1  | 3  | -2 | - |
| 2012 | 예선 | 본선 진출 | 2  | 0  | 0  | 4  | 1  | +3 | - |
| 2012 | 본선 | 32강      | 0  | 0  | 1  | 0  | 4  | -4 | FA컵 32강 對포항 스틸러스 0–4 패                                                                                 |
| 2013 | 예선 | 2라운드   | 1  | 0  | 1  | 9  | 6  | +3 | - |
| 2014 | 예선 | 1라운드   | 0  | 0  | 1  | 0  | 2  | -2 | - |
| 2015 | 예선 | 3라운드   | 1  | 0  | 1  | 1  | 3  | -2 | - |
| 2016 | 예선 | 2라운드   | 0  | 0  | 1  | 0  | 2  | -2 | - |
| 2017 | 예선 | 3라운드   | 1  | 0  | 1  | 9  | 3  | +6 | - |

#### 역대전국체전기록
| 연도 | 회차                     | 진출자격  | 최종순위 | 경기결과 |
| ---- | ------------------------ | --------- | -------- | --- |
| 2008 | 제89회 전남 전국체육대회 | 충북 대표 | 예선경기 | 예선경기 對부산교통공사 축구단 0–2 패                                                                        |
| 2009 | 제90회 대전 전국체육대회 | 충북 대표 | 예선경기 | 예선경기 對부산교통공사 축구단 2–3 패                                                                        |
| 2010 | 제91회 경남 전국체육대회 | 충북 대표 | 예선경기 | 예선경기 對울산 현대미포조선 돌고래 1–2 패                                                                   |
| 2011 | 제92회 경기 전국체육대회 | 충북 대표 | 8강      | 8강전 對목포시청 축구단 0–1 패                                                                               |
| 2012 | 제93회 대구 전국체육대회 | 충북 대표 | 예선경기 | 예선경기 對목포시청 축구단 2–3 패                                                                            |
| 2013 | 제94회 인천 전국체육대회 | 충북 대표 | 준우승   | 8강전 對경주 한국수력원자력 축구단 1–0 승 4강전 對강릉시청 축구단 3–1 승 결승전 對부산교통공사 축구단 0–2 패 |
| 2014 | 제95회 제주 전국체육대회 | 충북 대표 | 예선경기 | 예선경기 對목포시청 축구단 0–1 패                                                                            |
| 2015 | 제96회 제주 전국체육대회 | 충북 대표 | 예선경기 | 예선경기 對경주 한국수력원자력 축구단 0–3 패                                                                 |
| 2017 | 제98회 충북 전국체육대회 | 충북 대표 | 8강      | 8강전 對창원시청 축구단 0–2 패                                                                               |

## 클럽 운영진

### 코칭 스태프
- 감독 : 최상현
- 수석코치 : 류형렬
- 플레잉코치 : 최정한
- 의무트레이너 : 정재헌

### 사무국
- 사무국장 : 윤지현
- 홍보과장 : 정욱희
- 총무팀 대리 : 박한결
- 선수지원팀 주임 : 변재용

### 감독 연혁
| 연도      | 이름   |
| --------- | ------ |
| 2009      | 김민규 |
| 2009-2013 | 김종현 |
| 2013-2015 | 김상필 |
| 2016-2018 | 박양훈 |
| 2019-2021 | 서원상 |
| 2022      | 최상현 |

## 선수단
참고: FIFA 자격 규정에 따라 소속된 국가대표팀 국기를 표시합니다. 선수는 복수의 FIFA 비회원국 국적을 가지고 있을 수 있습니다.
| 번호 | 포지션 | 국적 | 이름   |
| ---- | ------ | ---- | ------ |
| 1    | GK     |      | 심민   |
| 2    | DF     |      | 노영찬 |
| 3    | MF     |      | 김희성 |
| 4    | DF     |      | 송명근 |
| 5    | DF     |      | 우예찬 |
| 6    | MF     |      | 이풍범 |
| 7    | MF     |      | 권승철 |
| 8    | MF     |      | 박성부 |
| 9    | FW     |      | 문경민 |
| 10   | MF     |      | 김정훈 |
| 11   | DF     |      | 김재형 |
| 14   | MF     |      | 강찬   |
| 15   | DF     |      | 이민형 |
| 16   | MF     |      | 신성재 |
| 17   | FW     |      | 김원준 |
| 18   | DF     |      | 최정한 |
| 19   | DF     |      | 박지우 |
| 21   | GK     |      | 안찬기 |

| 번호 | 포지션 | 국적 | 이름   |
| ---- | ------ | ---- | ------ |
| 23   | DF     |      | 조익성 |
| 24   | FW     |      | 이성민 |
| 25   | FW     |      | 권용현 |
| 26   | DF     |      | 강영종 |
| 27   | FW     |      | 김상우 |
| 28   | MF     |      | 이정택 |
| 29   | DF     |      | 성열주 |
| 31   | GK     |      | 신재후 |
| 32   | MF     |      | 한승욱 |
| 77   | DF     |      | 최석규 |
| 97   | MF     |      | 손민우 |

## 유니폼 스폰서와 메인 스폰서
2019 / 유니폼 : 아스토레 / 메인스폰서 : 신한은행
2020 / 유니폼 : 싸커애플라인드 / 메인스폰서 : 더팜홈쿡

## 역대 기록

### 주요 승리
- 최대 점수차 승리 12-0 2012년 5월 27일 서울 FC 마르티스 전 (홈)

## 같이 보기
- 청주 시티 FC
- 충북 청주 FC